# Gliese 450
Gliese 450 is een rode dwerg met een spectraalklasse van M1.5V. De ster bevindt zich 28,59 lichtjaar van de zon.